# Castniomera affinis
Castniomera affinis är en fjärilsart som beskrevs av Constant Vincent Houlbert 1917. Castniomera affinis ingår i släktet Castniomera och familjen Castniidae. Inga underarter finns listade i Catalogue of Life.